# Реклінек
Реклінек (пол. Reklinek) — село в Польщі, у гміні Седлець Вольштинського повіту Великопольського воєводства.
Населення — 182 особи (2011).
У 1975-1998 роках село належало до Зеленоґурського воєводства.

## Демографія
Демографічна структура станом на 31 березня 2011 року:
|          | Загалом | Допрацездатний вік | Працездатний вік | Постпрацездатний вік |
| -------- | ------- | ------------------ | ---------------- | -------------------- |
| Чоловіки | 96      | 30                 | 59               | 7                    |
| Жінки    | 86      | 24                 | 43               | 19                   |
| Разом    | 182     | 54                 | 102              | 26                   |